# Віллем Арнольд Альтінг
Віллем Арнольд Альтінг (нід. Willem Arnold Alting; 11 листопада 1724 — 7 червня 1800) — тридцять другий генерал-губернатор Голландської Ост-Індії.

## Біографія
Віллем Арнольд Альтінг народився в Гронінгені. В університеті Гронінгена він отримав юридичну освіту і 18 жовтня 1750 року на кораблі "De Middelburg" відплив до Ост-Індії в якості молодшого купця. В 1754 році він стає купцем, в 1759 - першим секретарем в колоніальному уряді, в 1763 надзвичайним радником а в 1777 генеральним директором.
Коли в 1780 році генерал-губернатор Реньє де Клерк тяжко хворіє, Альтінг виконує його обов'яки, а по його смерті сам стає генерал-губернатором.
Початок керівництва Альтінга припадає на четверту англо-голландську війну (1780–1784). Британці заблокували морське сполучення Ост-Індії з Нідерландами. Більшість земель VOC були окуповані британцями. Після підписання Паризького мирного договору (1783) Велика Британія отримала право на безперешкодну торгівлю в Ост-Індії а також отримала від голландців Нагапаттінам. Поразка у війні сильно знизила престиж голландців в очах місцевих правителів.
Тим часом Альтінга підозрювали в фінансових махінаціях. Численні скарги змусили штатгальтера Вільгельма V провести розслідування. Був зібраний комітет з трьох генеральних комісарів, який надіслали в Батавію для перевірки. Однак один з комісарів помер по дорозі, зятя Альтінга Йоханнеса Сіберга вдалось переконати. В результаті розслідування не мало успіху.
Після того як французькі війська увійшли в Нідерланди в 1795 році, Нідерланди були перейменовані в Батавську республіку. Наближався кінець VOC. альтинг намагався провести реформи, однак 24 грудня 1795 року Генеральні Штати вирішили, що всі директори в Батавській республіці будуть замінені.
17 лютого 1797 Віллем Арнольд Альтінг був звільнений з посади генерал-губернатора. Він помер  7 червня 1800 в маєтку поблизу Батавії.